# Großösterreichische Freiheitsbewegung
Die Großösterreichische Freiheitsbewegung (GÖFB) war eine österreichische Widerstandsgruppe während der Zeit des Nationalsozialismus, die dem katholisch-konservativen Widerstand zugerechnet wird.

## Anfänge
Die Großösterreichischen Freiheitsbewegung wurde von Jacob Kastelic kurz nach dem „Anschluss“, dem Einmarsch der deutschen Truppen in Österreich 1938, ins Leben gerufen. Der ehemalige hochrangige Funktionär des Ständestaates Kastelic suchte Kontakt zu Gleichgesinnten, aber auch zu ehemaligen politischen Gegnern. Beim Aufbau der Bewegung wurde er maßgeblich vom sozialdemokratischen Journalisten Johann Schwendenwein und dem konservativen Schriftsteller Karl Rössel-Majdan unterstützt. Als Leitung fungierte ein Exekutivkomitee mit Kastelic als Vorsitzendem.
Die erste Zusammenkunft fand im November 1938 im Café Wunderer an der Hietzinger Brücke statt. Sukzessive wurden Widerstandszellen aufgebaut und eine theoretische Argumentation zurechtgelegt. Die Mitglieder der Gruppe stammten zum Großteil aus dem Lager der Christlichsozialen, Anhängern des Ständestaats, der Heimwehr sowie der Legitimisten.
Über Johann Blumenthal konnten Verbindungen zum ehemaligen österreichischen Offizierskorps und zu Heimwehrkreisen aufgenommen werden, über Heinrich Hock zu Journalistenkreisen. Blumenthal und Oberstleutnant Rudolf Puchinger stellten auch den Kontakt zu widerständigen Zisterzienserpatres um Pater Gebhard Rath im oberösterreichischen Stift Wilhering her.
Es wurde versucht, Auslandsverbindungen aufzubauen: Zu legitimistischen Kreisen in Kroatien und Polen und zu christlichsozialen Gruppen im Protektorat Böhmen und Mähren.
Im April 1940 gelang es, Verbindung zur Österreichischen Freiheitsbewegung um Karl Lederer und der Gruppe um Roman Karl Scholz aufzunehmen. Diesen drei Gruppen gehörten insgesamt einige hundert Mitglieder an.

## Ziele
Ziel der Gruppe war es, eine Donauföderation unter Einschluss von Bayern zu beschreiben. Man wollte einen ständisch-demokratischen Staat unter Beteiligung des Hauses Habsburg. Die Gruppe habe sich auch eine Kabinettsliste im Falle einer erfolgreichen Machtübernahme zurechtgelegt, hieß es bei der Anklage Kastelic’ im Jahre 1943. Darin sei Kastelic als Justizminister vorgesehen. Die Gruppe ging allgemein jedoch eher theoretisch vor, und so sind in der Gruppe kaum gewaltbereite Mitglieder zu finden.

## Zerschlagung
Bereits im Sommer 1939 dürfte die Gruppe von V-Leuten der SD-Leitstelle Wien bespitzelt worden sein. Der SD zeigte die Gruppe bei der Gestapo an. Weitere Spitzel wurden in die Gruppe eingeschleust. Der Burgschauspieler und Spitzel Otto Hartmann war im Führungskreis der kooperierenden Gruppe um Roman Karl Scholz und leitete Informationen über die GÖFB aus gemeinsamen Unterredungen an die Gestapo weiter. Am 22./23. Juli 1940 verhaftete die Gestapo die führenden Funktionäre der Gruppen. Durch Leichtsinnigkeit in der Gruppe (man hatte Mitgliedskarten ausgegeben und Beiträge eingehoben) war es ein Leichtes, auch weitere Mitglieder der Widerstandsbewegung festzunehmen.

## Mitglieder und Unterstützer
- Karl Arnberger (Kraftwagenlenker)
- Sylvester Birngruber (Zisterzienserpater)
- Johann Heinrich Blumenthal (Oberleutnant a. D., militärischer Leiter im „Exekutivkomitee“)
- Oskar Bourcard (Lagerist, Sekretär im „Exekutivkomitee“)
- Otto Burtscher (Handelsvertreter)
- Anna Hanika (Kontoristin)
- Heinrich Hock (Mitarbeiter der RAVAG, Propagandaleiter im „Exekutivkomitee“)
- Josef Hofstätter (auch: Höfstätter, Kaplan)
- Dorothea Karasek
- Jacob Kastelic (Jurist)
- Erwin Kasperowski (Versicherungsbeamter)
- Raimund Klima (Postangestellter) wurde verdächtigt
- Hubert Knauer (Stadtinspektor)
- Günther Loch (Schriftsteller)
- Reinhold Plohberger (Zisterzienserpater und Forstmeister)
- Rudolf Puchinger (Militärfachmann)
- Johann Rachbauer (Guts- und Schlossverwalter)
- Florian Rath (Zisterzienserpater)
- Josef Rath (Hammerschmiedmeister)
- Karl Rössel-Majdan (parteiloser Schriftsteller, Jugendführer im „Exekutivkomitee“)
- Rudolf Schalleck (ehem. Beamter der Postsparkasse, militärischer Leiter im „Exekutivkomitee“)
- Johann Schwendenwein (sozialdemokratischer Journalist)
- Alfons Übelhör (auch: Uebelhör, Rechtsanwaltsanwärter)
- Ferdinand Weinberger (Priester und Kanzleidirektor des Bischofs in Linz) hatte Kenntnis von Gruppe

## Belege
1. 1 2  Fritz Molden: Die Feuer in der Nacht. Amalthea, Wien / München 1988, ISBN 3-85002-262-5, S. 90 f.
2. 1 2 3  Hans Schafranek: Widerstand und Verrat. Gestapospitzel im antifaschistischen Untergrund 1938–1945. Czernin, Wien 2017, ISBN 978-3-7076-0622-5, S. 206–208.
3. ↑  Hans Schafranek: Widerstand und Verrat. Gestapospitzel im antifaschistischen Untergrund 1938–1945. Czernin, Wien 2017, ISBN 978-3-7076-0622-5, S. 210.
4. ↑  Hans Schafranek: Widerstand und Verrat. Gestapospitzel im antifaschistischen Untergrund 1938–1945. Czernin, Wien 2017, ISBN 978-3-7076-0622-5, S. 216.